# Kabinett Marshall

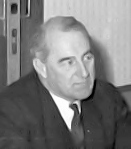
Premierminister Jack Marshall (1961)

Das Kabinett Marshall wurde in Neuseeland am 7. Februar 1972 durch Premierminister Jack Marshall von der New Zealand National Party gebildet und löste das Kabinett Holyoake IV ab. Es befand sich bis zum 8. Dezember 1972 im Amt und wurde dann durch das Kabinett Kirk abgelöst.
Nach dem Rücktritt des bisherigen Premierministers Keith Holyoake nach zwölfjähriger Amtszeit übernahm der bisherige stellvertretende Premierminister Jack Marshall am 7. Februar 1972 das Amt des Premierministers. Holyoake gehörte aber als Außenminister weiterhin dem Kabinett an. Aus der Wahl vom 25. November 1972 ging die bislang regierende National Party von Premierminister Marshall als Verliererin hervor. Sie erhielt nur noch 41,5 Prozent und bekam 32 Mandate im Repräsentantenhaus, das auf 87 Sitze vergrößert wurde. Die oppositionelle New Zealand Labour Party mit ihrem Spitzenkandidaten Norman Kirk erzielte 48,37 Prozent und stellte nunmehr 55 Abgeordnete. Im Anschluss bildete Kirk eine neue Labour-Regierung, die erste seit zwölf Jahren.

## Minister
Dem Kabinett gehörten folgende Minister an:
| Amt                                                                  | Name                  | Beginn der Amtszeit | Ende der Amtszeit |
| -------------------------------------------------------------------- | --------------------- | ------------------- | ----------------- |
| Premierminister                                                      | Jack Marshall         | 7. Februar 1972     | 8. Dezember 1972  |
| Stellvertretender Premierminister und Finanzminister                 | Robert Muldoon        | 7. Februar 1972     | 8. Dezember 1972  |
| Minister für Industrie und Handel                                    | Brian Talboys         | 7. Februar 1972     | 8. Dezember 1972  |
| Minister für Überseehandel                                           | Brian Talboys         | 7. Februar 1972     | 8. Dezember 1972  |
| Minister für Transport und Eisenbahnen                               | Peter Gordon          | 7. Februar 1972     | 8. Dezember 1972  |
| Minister für Marine und Fischerei                                    | Peter Gordon          | 7. Februar 1972     | 8. Dezember 1972  |
| Minister für Ländereien und Forsten                                  | Duncan MacIntyre      | 7. Februar 1972     | 8. Dezember 1972  |
| Minister für Māori-Angelegenheiten und Minister für Inselterritorien | Duncan MacIntyre      | 7. Februar 1972     | 8. Dezember 1972  |
| Minister für Arbeit und Einwanderung                                 | David Spence Thomson  | 7. Februar 1972     | 8. Dezember 1972  |
| Minister für Gesundheit und soziale Sicherheit                       | Lance Adams-Schneider | 7. Februar 1972     | 8. Dezember 1972  |
| Minister für soziale Wohlfahrt                                       | Lance Adams-Schneider | 7. Februar 1972     | 8. Dezember 1972  |
| Minister für öffentliche Arbeiten und Polizei                        | Percy Benjamin Allen  | 7. Februar 1972     | 8. Dezember 1972  |
| Landwirtschaftsminister                                              | Douglas Carter        | 7. Februar 1972     | 8. Dezember 1972  |
| Außenminister                                                        | Keith Holyoake        | 7. Februar 1972     | 8. Dezember 1972  |
| Generalstaatsanwalt und Justizminister                               | Roy Jack              | 7. Februar 1972     | 8. Dezember 1972  |
| Verteidigungsminister                                                | Allan McCready        | 7. Februar 1972     | 8. Dezember 1972  |
| Bildungsminister                                                     | Herbert Pickering     | 7. Februar 1972     | 8. Dezember 1972  |
| Generalpostmeister                                                   | Bert Walker           | 7. Februar 1972     | 8. Dezember 1972  |
| Minister für Tourismus und Rundfunk                                  | Bert Walker           | 7. Februar 1972     | 8. Dezember 1972  |
| Minister für Zölle                                                   | George Gair           | 7. Februar 1972     | 8. Dezember 1972  |
| Minister für Wissenschaft, Elektrizität und Bergbau                  | Les Gandar            | 7. Februar 1972     | 8. Dezember 1972  |
| Wohnungsbauminister                                                  | Eric Holland          | 7. Februar 1972     | 8. Dezember 1972  |
| Innenminister und Minister für Zivilverteidigung                     | Allan Highet          | 7. Februar 1972     | 8. Dezember 1972  |
| Parlamentarischer Unterstaatssekretär im Landwirtschaftsministerium  | Allan Dick            | 7. Februar 1972     | 8. Dezember 1972  |